# الإمبراطور رييزي
 الإمبراطور رييزي  (12 يونيو 950 - 21 يناير 1011) الإمبراطور الثالث والستون لليابان، وفقًا للقائمة التقليدية لأباطرة اليابان. واستمرت بين عامي 967-969.